# لیکویل (ماساچوست)
لیکویل، ماساچوست
لیکویل(به انگلیسی: Lakeville) شهرکی در شهرستان پلیموت ایالت ماساچوست می‌باشد که در سال ۱۸۵۳ بنیان‌گذاری شده‌است. این شهرک در سرشماری سال ۲۰۱۰ میلادی، ۱۰٬۶۰۲ نفر جمعیت داشته‌است.